# Cerodontha pappi
Cerodontha pappi este o specie de muște din genul Cerodontha, familia Agromyzidae, descrisă de Zlobin în anul 1980.
Este endemică în Ungaria. Conform Catalogue of Life specia Cerodontha pappi nu are subspecii cunoscute.